# Sam el bombero
Sam el bombero, también conocido como El bombero Sam (en inglés: Fireman Sam, en galés: Sam Tân), es una caricatura de televisión británica para niños sobre un bombero llamado Sam, sus colegas bomberos y la gente del pueblo galés ficticio de Pontypandy (una mezcla de dos pueblos reales Pontypridd y Tonypandy, localizados a 8 km entre sí en los valles de Gales del Sur). La idea original del programa fue de dos ex bomberos de Kent. Llevaron su idea al artista/escritor Rob Lee, quién desarrolló el concepto para ellos. El concepto final fue presentado a S4C quien vio el potencial de la serie y la encargó.
Sam el bombero debutó en Gales en S4C en 1985 y luego en la cadena inglesa BBC1 en 1987. La serie original finalizó en 1994, pero una nueva serie con más personajes fue lanzada en 2005. La serie también se transmitió en gaélico escocés en Escocia, donde se le llamó Sam Smaladih. La serie fue vendida a más de 40 países desde Australia hasta Noruega, y es utilizada en todo el Reino Unido para promover la seguridad contra incendios.
En 1996, se realizó la película Fireman Sam in Action (El Bombero Sam en Acción), lanzado en BBC Video.
Recientemente, Sam el bombero fue adaptado a un show musical en vivo que comenzó a girar por Reino Unido en junio de 2011.
El show fue transmitido en inglés y galés al mismo tiempo, pero en dos canales diferentes – en inglés por BBC y en galés por S4C. El título del programa en galés es Sam Tân. La cortina (excepto por la letra) y los personajes son los mismos.
Las compañías productoras de la serie fueron BumperFilms y Siriol Productions (2002-present), y sus distribuidores fueron la British Broadcasting Corporation (BBC) y Sianel 4 Cymru (S4C).
En 2009, Sam el bombero se unió a más de 100 personajes animados como Big Chris (de Roary the Racing Car), Bagpuss, Bob the Builder, Postman Pat, Peppa Pig, Angelina Ballerina: The Next Steps, Ben 10, Thomas the Tank Engine y SpongeBob SquarePants para un sencillo de Children in Need, el cual fue realizado por Peter Kay.
En 1988, la serie fue nominada a los BAFTA TV Awards como Mejor Film Corto Animado. Los receptores potenciales eran Ian Frampton y Johny Walker.
En España, la serie emite en Clan, y en Latinoamérica, la serie empezó a emitir alrededor de 2008 en Encuentro en el bloque Pakapaka.

## Desarrollo
La idea original de Sam El Bombero vino de dos ex bomberos de Kent – Dave Gingell y Dave Jones. Ellos contactaron a Mike Young, creador de Superted en Barry, Gales y le pidieron que desarrollara su concepto. Presentaron la idea al director de animación de S4C, Chris Grace, quien vio el potencial y encargó la serie. Los personajes e historia fueron creados por Rob Lee, un ilustrador de Cardiff, y el programa fue realizado con la técnica stop-motion. Podía llevar hasta 4 días realizar un minuto de animación. Al día de hoy, Sam El Bombero ha sido traducido a más de 25 idiomas incluyendo mandarín.
Como dato curioso, durante las primeras cuatro series, las voces de todos los personajes fueron realizadas por John Alderton (en inglés) y Gareth Lewis (galés). Las series subsiguientes utilizaron las voces de varios actores y la dirección de voces en galés por Pat Griffiths.

## Serie uno al cuatro en inglés
La serie original consta de 32 episodios de 10 minutos y un especial de Navidad de 20 minutos. La narración y voces de los personajes fueron hechas por John Alderton en la versión en inglés y Gareth Lewis en la versión en galés.
Sam es el protagonista del programa, e interactúa con compañeros en la estación de bomberos y gente del pueblo. Es considerado una especie de héroe en el pueblo. Para un pueblo pequeño con pocos acontecimientos, ve bastantes incendios y Sam puede encargarse de todos con facilidad.
En la serie original producida por Bumper Films entre 1985 y 1994, los bomberos usaban uniformes negros y amarillos, mientras que en la versión CGI de la serie producida por HIT Entertainment y Hibbert Ralph, los bomberos usaban uniformes amarillos y azules.

## Personajes

### Bomberos
- Bombero Samuel “Sam” Peyton Jones es conocido como el héroe vecino, el hermano mayor de Charlie y el cuñado de Bronwyn. Es el arquetipo del bombero valiente que mantiene la compostura durante emergencias y siempre ayuda a los que necesitan de él. Sam es soltero, pero mantiene una relación muy cercana con su sobrino James y su sobrina Sarah. Vive en el número 3 de la calle Vale, al lado de Trevor Evans. Pasa su tiempo libre en su galpón de invenciones, donde crea artefactos que varían desde un cosecha papas con una bicicleta vieja hasta una máquina capaz de reemplazar a la banda del pueblo completa. A veces su inventiva puede hacerle olvidar la seguridad con el fuego. Su frases de cabecera son “Grandes incendios de Londres” y “Todos a sus estaciones de acción”. Su voz es de Víctor Covarrubias en Latinoamérica y Armando Herrero en España.

- Bombero Elvis Cridlington, nombrado por El Rey del Rock n Roll Elvis Presley debido a su peinado y su admiración por el rock n roll brinda un marcado contraste con Sam en cuanto a competencia y actitud. Su frase de cabecera es “grandes bolas de fuego” (2008-actualidad). Steele lo llama por su apellido. En El Día de olvido de Dilys, Elvis se enamora de Penny. Posiblemente sea el hijo del Jefe de Estación Steele. Voz de Manuel Campuzano en Latinoamérica y Jaime de Diego en España.

- Jefe de Estación Norris Steele, anteriormente Jefe de Estación Basil Steele, es el jefe de la estación de bomberos de Pontypandy. Como exsoldado, él insiste con sus altos estándares de higiene y eficiencia en la estación. Su frase de cabecera en la serie original era “Ahora quién necesita a los bomberos”, mientas que en la nueva serie es “a sus estaciones de acción”. Basil puede estar casado con Doris, un personaje que no aparece en la serie pero que él nombra en 2 capítulos de la serie original. Su nombre de pila fue cambiado a Norris a partir del largometraje “el Gran Incendio de Pontypandy”. Voz por Jaime Vega en Latinoamérica y Mikel Gandía en España.

- Penny Morris es la única mujer entre los bomberos de Pontypandy. En la serie original, ella visitaba ocasionalmente (pertenecía a la estación de Newtown), aunque en la nueva serie parece trabajar en Pontypandy tiempo completo. Penny también es mecánica. Sus ideas suelen ser poco convencionales y no concuerdan con las de sus colegas hombres, pero suele tener razón. Penny es conocida por salir de aventuras con los niños del pueblo- James, Sarah, Norman Price, y mandy Flood. Una relación entre ella y Elvis ha sido sugerida en varias ocasiones. También se ha sugerido que es vegetariana. Su frase de cabecera es “Estaciones de acción al fin” y “ todos alertas”. Voz por Estíbaliz Lizárraga en España.

- Jefe de Bomberos Boyce es oriundo de Newtown, y visita Pontypandy ocasionalmente. Es un viejo amigo de Norris Steele y le ofreció a Sam un ascenso durante El Gran Incendio de Pontypandy. Voz por David Carling.

### Gente del pueblo
- Trevor Evans es originario de las Antillas y es un exbombero auxiliar de Pontypandy. Trabaja como conductor de autobús en el pueblo. Es conocido por su pasión por el cricket, su miedo a las alturas, y su mala suerte, pero igualmente muestra gran devoción por el bienestar de otros (en especial Dilys). En las series de 2005 y 2008 Trevor ya no es un bombero auxiliar pero se mantiene como chofer de autobús y la chispa entre él y Dilys se mantiene fuerte. Voz por Raúl Solo en Latinoamérica y Juan Carlos Gutiérrez en España.

- Mike Flood (2003 en adelante)- es un empleado de mantenimiento, marido de Helen y padre de Mandy. Se convierte en bombero de reserva en 2008. Voz por David Carling.

- Dilys Price es dueña de una tienda. Es conocida por chismosa, y le tiene mucho afecto a Trevor (pero él es demasiado tímido para hacer algo al respecto). Dilys es la madre de niño travieso del pueblo, Norman Price, pero frecuentemente se niega a aceptar las travesuras de su hijo, “Mi Pequeño Tesoro” como ella lo llama. Voz por Su Douglas.

- Bella Lasagne (1985-2003, 2012 en adelante) es una dispersa dueña del café del pueblo, originaria de Italia. Bella parece estar basada en los Galeses-Italianos quienes manejaban los cafés de los valles del sur, conocidos como “Bracchis. Voz por Su Douglas.

- Helen Flood (2003 en adelante) enfermera nacida en el Caribe y madre de Mandy Flood. Voz por Su Douglas.

- Tom Thomas (2003 en adelante) un rescatista de montaña australiano. Se lo ve habitualmente volando el helicóptero de rescate o en su SUV. Voz por David Carling.

- Charlie “Charles” Jones (2008 en adelante) un pescador y marido de Brownwiyn, es hermano de Sam, padre se Sarah y James. También es muy propenso a los accidentes, especialmente en Poorly Penny” donde causa todas las emergencias menos una. Se convierte en un bombero de reserva en 2008- Voz por David Carling.

- Bronwyn McShell-Jones (2008 en adelante) maneja el fish & Chips shop/ café, esposa de Charlie, madre de James y Sarah, cuñada de Sam. Voz por Tegwen Tucker.

- Gareth Griffiths (2012 en adelante)Padre de Bronwyn, abuelo de Sarah y James, suegro de Charlie. Maneja el Pontypandy Flyer, una línea de tren que conecta el pueblo con la base de la montaña Ponypandy. También conocido pro organizar el fuegos artificiales cada año y accidentalmente causar un incendio cuando Bronwyn era una niña. Voz por David Garling.

- Montrose Roberts (2012 en adelante) Un famoso montañista que apareció en “Mandy’s Mountain”. Es canadiense, lo que lo hace el primer norteamericano en aparecer en la serie. Voz por David Garling.

- Mrs Chen (2012 en adelante). Madre de Lily y maestra en Pontypandy. Es china. Voz por Tegwen Tucker.

- Phylis Abney (Price de soltera). La hermana de Dilys que rara vez aparece y solo es mencionada cuando Norman pregunta por el sombrero que Dilys usó en la boda de su hermana Phylis. Voz por Su Douglas.

### Niños
- Sarah Jones y James Jones son niños que se comportan relativamente bien. Son los mellizos de 5 años hijos de Charlie, sobrinos de Sam. Suelen ser más sensibles ante las emergencias que Norman. Cuando crezcan, quieren ser bomberos como su tío Sam. Comenzaron a ser más traviesos en la serie de 2008. La voz de Sarah por Tegwen Tucker y la de James por Steve Kynman.

- Norman Stanley Price es un niño de siete años amante de las bromas y el skate. Desafortunadamente, norman no suele ponerse límites en su comportamiento, lo cual ha causado problemas y en ocasiones caos en la estación de bomberos, y problemas para muchos habitantes de Pontypandy. Ha mostrado interés en convertirse en bombero. En la serie de 2008 baja su inteligencia. Ese mismo año recibe a su primo Derek. Voz por Steve Kynman.

- Mandy Flood (2003 en adelante). La mejor amiga de Norman. Es un nexo entre Norman, y Sara y James. Voz por Su Douglas.

- Derek Abney. Primo de Norma. El hijo de Phylis Abney (la hermana de Dilys). Es como Norman pero con diferentes colores, sin lentes y con un acento inglés. Si bien aparenta buen comportamiento, es un bromista de primera que sigue a Norman en sus travesuras. Aparece en el episodio de 2008 “Double Trouble”. Además aparece en la película de 2008, El Gran Incendio de Pontypandy” y los episodios de 2013 “Jupiter on the Loose” y “Mandy at Sea”. Voz por Steve Kynman

- Lily Chen (2012 en adelante) - hija de la señora Chen. Es el niño más joven del show hasta ahora y su vocabulario limitado y gran curiosidad la meten en problemas. Voz por Su Douglas.

### Vehículos
- Júpiter es un camión de bomberos rojo conducido por Sam, Cridlington y el Jefe de Estación Steele, basado en un Bedford TK de 1974 (en la serie del 1987 al 94), un Volvo FL6 6x2 de 1990 (en la serie de 2005) y en el mismo modelo (en la serie del 2008 en adelante), pero modificado con nuevos faros, una franja amarilla y dos luces estroboscópicas a cada lado. Siempre lo llevan a los rescates.

- Venus es un camión de rescate manejado por Penny Morris, basado en un Range Rover de 1982.

- Mercurio es un cuatriciclo manejado por Sam en la serie de 2012.

- Bessie es un camión de bomberos heritage manejado por Sam y Steele en la serie de 2012.

- Ambulancia es el vehículo que conduce la enfermera Helen Floyd (2005 a 2008).

- Camioneta de Mike Floyd es un vehículo basado en una Chevrolet Astro. (2005 a 2008).

- Wallaby One es un helicóptero piloteado por Tom Thomas basado en un Bell 22 de 1980 (2005 a 2008).

- 4x4 de Tom es un Jeep conducido por Tom Thomas basado en una Range Rover de 1976 (2005 a 2008).

- El Autobús es manejado por Trevor Evans y está basado en un Ford Transit de 1975.

- Neptuno es un bote manejado por Penny Morris, suficientemente poderoso para remolcar un pesquero y un velero (2008).

- El Bote de Charlie en un pesquero perteneciente a Charlie Jones (2008).

- Pontypandy Flyer es una locomotora a vapor conducida por Gareth Griffiths.

### No vehículos
- Saturno es un aparato que puede buscar gente a través de calor infrarrojo.

### Animales
- Rosa (1985-2005) es la gata temperamental de Bella.

- Dusty (2005) es un perro callejero que suele estar cerca de la estación de bomberos.

- Lanudo (2005 en adelante) es un cordero al cual Norman adopta tras ser rescatados junto a su madre de la montaña, pero Dilys no permite ovejas ni en el negocio ni en su cuarto.

- León (2008 en adelante) es el gato de Bronwyn, que parece haber reemplazado a Rosa.

- Radar (2008 en adelante) es el perro dálmata de la estación. Muy apegado a Mandy.

- Nipper (2008 en adelante) es el perro de la hermana de Bronwyn.

- Ovejita (2008 en adelante) el cordero de Lanudo.

- Norris (2012) es el conejillo de indias de Norris y Sarah, nombrado en honor al Oficial Steele.

### Otros
- Bentley el Robot es uno de los inventos del Bombero Sam, el cual aparece en un episodio con su nombre. En un punto, Norman Price le cambia su casete de control por un cartucho de videojuego haciendo que Bentley actúe el juego, arrojando los objetos a su alcance, entre ellos una lata de parafina que comienza a gotear cerca de Penny Morris, quien se encuentra soldando un armario. Cuando termina, una chispa enciende la parafina. Sarah y James encuentra en casete original de Blentley y se lo dan a Sam, quien lo reactiva y manda a Bentley a salvar a Penny, quien se encuentra desmayada pro el calor. Sarah y James reciben certificados por sus acciones y Bentley recibe una medalla y está tan contento que tiene una falla y su cabeza comienza a girar repitiendo la frase”Encantado, estoy seguro”. También aparece en Bombero Sam en Acción. El diálogo de este episodio fue sampleado por el grupo Bentley Rythm Ace en su canción “Let There Be Flutes”.

- Marjorie es un ukelele que pertenece a Trevor Evans. Trevor siempre se aferra a su ukelele cuando lo quieren usar y dice “Marjorie se queda conmigo”.

## Serie de 2003 a 2005
Entre 2003 y 2005, una nueva serie de Sam el bombero fue producida por Siriol Productions (ahora Calon TV), constando de 26 episodios de diez minutos de duración cada uno. Estos episodios utilizaron más técnicas modernas de animación cuadro por cuadro, incluyendo bocas que se mueven con los diálogos. La serie incluyó a todos los personajes originales, pero también introdujo nuevos como Tom Thomas, el piloto australiano del helicóptero de rescate Wallaby One, y la familia Flood, la cual consta de Mike, el plomero, su esposa Helen la enfermera, y su hija Mandy. Las voces de los personajes fueron interpretadas por John Sparkes, Joanna Ruiz, y Sarah Hadlad. La versión galesa se estrenó en S4C en 2003, y la versión inglesa el 4 de abril de 2005, en CBeebies. Al día de hoy, aún se transmite por Milkshake y Cartoonito.

## 2008 al presente
Pontypandy ahora es un pueblo costero de pescadores en lugar de una villa en las montañas como lo era en las series anteriores, si bien la mayoría de las locaciones mantienen su apariencia. Otro cambio es que los padres de los gemelos aparecen por primera vez. Su madre new age Bronwyn y su padre pescador Charlie, el hermano de Sam, quienes manejan un café/fish-and-chip shop – The Whole Fish Cale
Algunos aspectos de la personalidad de muchos personajes se vieron remarcados. Norman Price es más travieso y desconsiderado que en la serie de 2005.
Otros ejemplos son la madurez y lo estricto del Oficial Steele y la mayor incompetencia del Elvis. Steele también deja salir su niño interior y hasta causa algunas emergencias él mismo.
Otros cambios incluyen la salida de Bella, aunque su café aún puede verse frente a la tienda de Dillys, ahora una tienda estilo /-Eleven llamada “Cut Price Supermarket”. Parece que el Whole Fish Café y Bronwyn Charlie los han remplazado. Penny ahora es además salvavidas y maneja el Neptune (bote salvavidas”. Además Rosa y Dusty han sido remplazados por Lion y Radar.
Como continuación a la serie, se lanzó un largometraje, The Great Fire of Pontypandy, lanzado directamente en DVD y en cines selectos en 2010. Se lanzó además en iTunes UK el 6 de abril de 2010.

## Canción
La serie contaba con una canción compuesta por Ben Heneghan e Ian Lawson. La letra fue escrita por Robin Lyons y cantada por Maldwyn Pope. Una versión completa de la canción fue lanzada en BBC Records.
El verso alterna en notas quintas, sugiriendo el sonido de una sirena de bomberos.
Los mismos compositores escribieron la adaptación de la canción para la serie de 2005. Esta versión es cantada por Cameron Stewart del grupo de Cardiff, The Session.
La canción de 2003 fue usada para la serie en CGI pero acortada.
Ben Heneghan e Ian Lawson también escribieron una serie de canciones relacionadas con el Bombero Sam que fueron lanzadas por BBC Records y luego usadas en la obra teatral.

## Listado de episodios y películas

### Temporada 5
1. ¡Peligro, ovejas cayendo!
2. Cambio de fe
3. Cuidado con el cable
4. El niño de ojos saltones de Venus
5. El baño de Dusty
6. La patrulla vecinal
7. Avistadores en peligro
8. El carnaval de basura
9. La pequeña calabaza de mamá
10. Súper aguacero
11. Bueno para nada
12. Aguas profundas
13. La bestia de Pontypandy
14. El horno de pizza
15. El maratón
16. El gran Chilliny
17. El rey de la jungla
18. El amigo invisible de Norman
19. Mala suerte
20. El caso de los listones de regaliz
21. Final ardiente
22. Sorpresa de cumpleaños
23. El bombero del mañana
24. Campos en llamas
25. Va a nevar
26. La gran helada

### Temporada 6
1. El avión caído de papel
2. Perro olfateador
3. Corazón en llamas
4. Un camino peligroso
5. El nuevo héroe
6. Santa por la borda
7. Un pie adelante
8. El bebé
9. El ayudante de mamá
10. El pozo de los deseos
11. Rojo es el color
12. Fuegos artificiales
13. El olor equivocado
14. Una enfermera sin igual
15. El que escapó
16. Cacería de dinosaurios
17. El auto flotante
18. Situación pegajosa
19. Ahí viene el lobo
20. Oveja en el camino
21. Día de mamá
22. Alarma en la playa
23. Aire caliente
24. Torre en llamas
25. Doble peligro
26. Un regalo especial

### Temporada 7
1. ¡A navegar!
2. Pontypandy al extremo
3. Elvis canta el blues
4. Fuegos artificiales para Mandy
5. El abono
6. Atrapado en el lodo
7. Salchichas y camarones
8. La inundación de Flood
9. Varada
10. Sam fuera de servicio
11. Las pruebas de perro pastor
12. El resfriado de Penny
13. Los piratas de Pontypandy
14. Los pioneros de Pontypandy
15. El concierto de Elvis
16. Doble problema
17. El marino Steele
18. Bombero James
19. La gran sorpresa de Dilys
20. Un día en la costa
21. El avión a escala
22. La carrera de tres pies
23. El arca de Norman
24. La exhibición
25. El cohete de Mike
26. El fantasma de Norman

## Respuesta de la crítica
El sito de ABC dijo de la serie, “Todos los personajes se mezclan en una mezcla atrayente de diversión y entretenimiento para niños de todas partes”.
The Entertainment Store Group describe el show como “El show de rescate para preescolares definitivo que ha estado al aire por más de 16 años y puede ser visto en 80 países en todo el mundo, en 31 idiomas. Particularmente relevante con niños entre dos y seis, Sam El Bombero promueve la responsabilidad, el respeto por los otros y una actitud de poder realizar las cosas”. Agregaron, “The Entertainment Store Group está orgulloso de presentar a Sam en exclusividad en Australia”.
El sitio web Raising Children Network realizó una crítica de Sam el bombero: The Great Fire of Pontypandy – El mensaje principal de esta película es el de las personas de una comunidad uniéndose para ayudarse en momentos de necesidad. La película también trata de las cosas malas que ocurren cuando actúas de manera incorrecta. Los valores de esta película que podrías reforzar con tu hijo son la solidaridad y el preocuparse por los demás. Esta película también te da la oportunidad de hablar con tus hijos sobre temas reales como robar, los incendios, e ignorar las instrucciones de seguridad”.
Sam el bombero (2004) fue analizado por commonsensemedia. Fue sugerido para niños de 3 años en adelante, y le dieron 4/5 estrellas. “Sam te muestra como mantenerse calmado en situaciones límite. Además se apoya en su equipo para resolver problemas” “Algunos de los incendios y crisis pueden asustar a los más pequeños pero todos están a salvo al final”.
El set de 1987 Sam el bombero al rescate (lanzado en DVD el 1 de julio de 2008 por HIT Entertainment) fue analizado por DVDTOWN.com, quienes resumieron, “si tiene un niño pequeño o preescolar que le guste Bob el Constructor, probablemente le guste este también. Aunque tiene menos vehículos, hay más niños y las tramas también se basan en rescates”.